# Kill Me Please
Pour plus de détails, voir Fiche technique et Distribution.
Kill Me Please est un film franco-belge réalisé par Olias Barco, sorti en 2010.

## Synopsis
Le docteur Kruger rêve de faire entrer « le suicide dans la modernité ». Il offre à ses patients le service d'une clinique où l'on peut mourir en toute tranquillité, un verre de champagne à la main. Mais dans la clinique de la « mort idéale », rien ne se passe comme prévu.

## Fiche technique
- Titre : Kill Me Please
- Réalisation : Olias Barco
- Scénario : Olias Barco, Stéphane Malandrin et Virgile Bramly
- Images : Frédéric Noirhomme
- Son : Thomas Berliner
- Montage : Ewin Ryckaert
- Production déléguée : Vincent Tavier, Guillaume Malandrin, Philippe Kauffmann, Olias Barco, Stéphane Malandrin, Didier Brunner
- Sociétés de production : La Parti, OxB et Les Armateurs, en association avec Cinémage 5
- Distribution : Le Pacte
- Date de sortie : 
  - France et Belgique : 3 novembre 2010

## Transmédia
Le film a bénéficié pour sa sortie d'une opération transmédia originale avec diffusion en avant-première du film sur le site de la RTBF, précédée d'une vraie / fausse enquête diffusée quotidiennement sur le même site pendant trois semaines, réalisée par le journaliste Jérôme Colin, également acteur dans le film, sur la vraie / fausse clinique du suicide dont le profil Facebook et le site internet avaient été créés séparément.

## Distribution
- Aurélien Recoing : Docteur Kruger
- Benoît Poelvoorde : Monsieur Demanet
- Bouli Lanners : Monsieur Vidal
- Virginie Efira : Inspectrice Evrard
- Virgile Bramly : Virgile
- Daniel Cohen : Jean-Marc
- Saul Rubinek : Jack Breiman
- Stéphanie Crayencour: Sophia
- Gérard Rambert: Monsieur Nora
- Vincent Tavier: Monsieur Plouvier
- Zazie de Paris : Madame Rachel
- Clara Cleymans : Julia Davidson
- Olga Grumberg : Ingrid
- Philippe Nahon : Monsieur Antoine
- Nicolas Buysse : L'infirmier Luc
- Jérôme Colin : L'infirmier Bob
- Muriel Bersy: l'infirmière Muriel
- Ingrid Heiderscheit : l'infirmière Sylvie
- Stéphane Malandrin: l'assistant du docteur Kruger, Steve

## Tournage
Le film a été tourné en trois semaines au Domaine de Ronchinne, qui se trouve dans les environs de Crupet, en province de Namur en Belgique,. 
Le site a également accueilli le tournage en 2015 de quelques scènes du film Les Visiteurs : La Révolution de Jean-Marie Poiré.

## Distinctions
- Marc Aurèle d'Or ; Prix de la Critique et Prix de la jeunesse (Papillon d'or) du Festival international du film de Rome 2010.
- Prix de la critique et prix du Meilleur réalisateur du Festival international de cinéma d’Odessa 2011
- Dark Fiction Motion Picture Diploma du 44e festival International du film fantastic de Catalogne (Sitgès 2011)
- Nommé au Magritte du cinéma 2012 pour le meilleur acteur dans un second rôle (Bouli Lanners) et la meilleure actrice dans un second rôle (Virginie Efira)